# 布里耶库尔
布里耶库尔（法語：Brillecourt，法語發音：[bʁijkuʁ]）是法国奥布省的一个市镇，属于特鲁瓦区。该市镇2009年时的人口为89人。

## 人口
布里耶库尔人口变化图示
| 数据来源：INSEE |